# Lago Toba

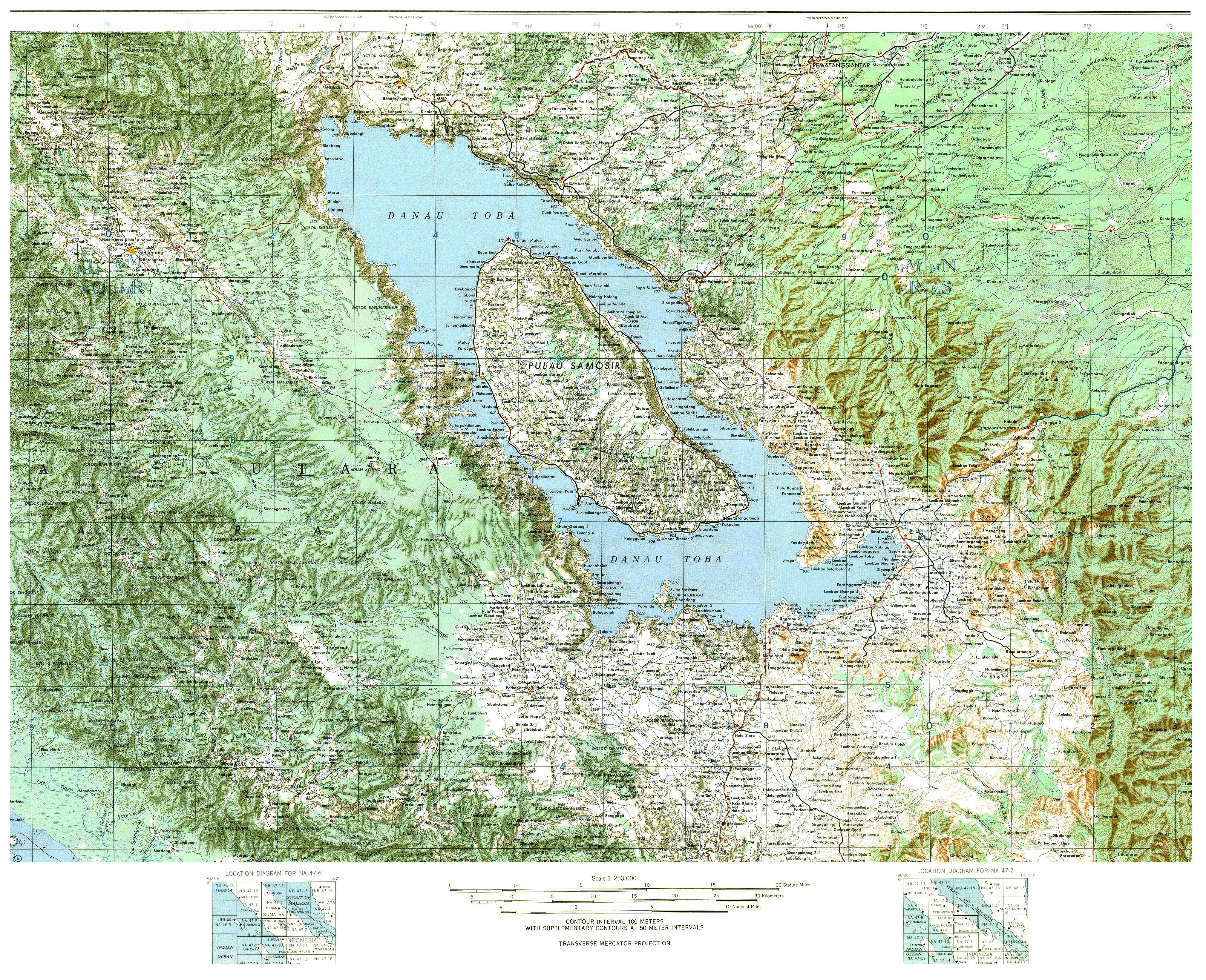
Mappa del lago

Il lago Toba è un lago vulcanico di 100 km di lunghezza e 30 km di larghezza situato nella parte settentrionale dell'isola di Sumatra in Indonesia e vestigia di una teorizzata catastrofe naturale.

## Geologia
Nel 1949 il geologo olandese Rein van Bemmelen dimostrò che il lago Toba è il risultato di una caldera vulcanica, completamente ricoperta di ignimbrite. Ulteriori ricerche dimostrano che le ceneri di riolite che l'eruzione emise si trovano sparse in un raggio di 3000 km. Esse interessano oltre all'isola di Sumatra anche la Malaysia e l'India; inoltre se ne trovano anche sul fondo dell'oceano Indiano e nel Golfo del Bengala.
L'eruzione del supervulcano viene fatta risalire a 70-78 000 anni fa. Essa è ritenuta una delle più catastrofiche degli ultimi 500 000 anni. Nella scala Volcanic Explosivity Index viene classificata con una magnitudo di 8. Secondo i ricercatori Bill Rose e Craig Chesner della Michigan Technological University, il volume del materiale eruttato fu all'incirca di 2800 km³, di cui circa 2000 km³ di ignimbrite e 800 km³ di ceneri che seppellirono l'intera regione sotto numerosi metri di depositi. Si calcola che nella regione attorno al vulcano esse raggiunsero un'altezza superiore ai 400 metri e sedimenti di oltre 4 m sono presenti in molte regioni indiane.
L'eruzione ebbe luogo su più settimane e alla fine l'intera regione collassò lasciando un grande cratere che si riempì d'acqua e al centro una nuova montagna che oggi raggiunge i 1600 metri di altitudine e che forma l'isola di Samosir.

## Teoria della catastrofe di Toba
Sicuramente un simile evento lasciò delle ferite tremende in tutto l'ecosistema mondiale del tempo. Molti organismi vennero spinti sull'orlo dell'estinzione e da studi sul mitocondrio umano alcune ricerche suggeriscono che circa 75.000 anni or sono la specie umana fu ridotta a poche migliaia di individui. Questo collo di bottiglia nella numerosità della popolazione umana spiega in parte la scarsa variabilità genetica nella nostra specie. Alcuni ricercatori fanno risalire all'eruzione del Toba la causa di quella drastica riduzione. 
Questa teoria per ora non appare in contraddizione con le datazioni matrilineari dell'Eva mitocondriale e patrilineari dell'Adamo Y-cromosomale (Y-mrca).